# En-nun-tarah-ana
En-nun-tarah-ana (sumersko en-nun-taraḫ-an-na) je bil deveti vladar Prve uruške dinastije, ki je po Seznamu sumerskih kraljev vladal osem let okoli 26. stoletja pr. n. št.

## Vira
- Cronologia universale. Torino, UTET, 1979. ISBN 88-02-03435-4
- В.В. Эрлихман. Древний Восток и античность. Правители Мира. Хронологическо-генеалогические таблицы по всемирной истории. T. 1.

| En-nun-tarah-ana Prva uruška dinastija |                                              |                   |
| Vladarski nazivi                       |                                              |                   |
| Predhodnik: La-bašum                   | Kralj Sumerije okoli 26. stoletja pr. n. št. | Naslednik: Meš-he |
| Predhodnik: La-bašum                   | Ensi Uruka okoli 26. stoletja pr. n. št.     | Naslednik: Meš-he |